# Abu-Ubayda Abd-al-Hamid al-Janawaní
Abu-Ubayda Abd-al-Hamid al-Janawaní fou imam-governador del Jabal Nafusa pels rustàmides de Tahert.
Era originari de la zona de Djadu i quan l'imam rustàmida Abd-al-Wahhab ibn Abd-ar-Rahman ibn Rustam va visitar el Jabal Nafusa el 811-812 ja gaudia de prestigi. A la mort del cap del país Abu-l-Hàssan Ayyub, fou escollit com a cap i confirmat per l'imam rustàmida (vers 822). Va ser governador durant la major part de l'imamat d'Al-Àflah ibn Abd-al-Wahhab (823-871) amb seu a Ijnawun la seva vila natal.
Durant el seu govern va estar ocupat en fer la guerra a Khàlaf ibn as-Samh, net de l'antic imam ibadita d'Ifríqiya Abu-l-Khattab Abd-al-Al·lah al-Maafirí al que va derrotar el 835/836.